# Nicolas Philibert
Nicolas Philibert (Nancy, 10 de janeiro de 1951) é um ator e cineasta francês.

## Filmografia

### Diretor
- 1978ː La Voix de son maître (codirigido com Gérard Mordillat)
- 1979ː Patrons/Télévision: 1. Un pépin dans la boîte, 2. Confidences sur l'ouvrier, 3. La bataille a commencé à Landerneau (codirigido com Gérard Mordillat)
- 1985ː La Face nord du camembert
- 1985ː Christophe
- 1986ː Y’a pas d’malaise
- 1987ː Trilogie pour un homme seul
- 1988ː Vas-y Lapébie !
- 1988ː Le Come back de Baquet
- 1990ː La Ville Louvre
- 1991ː Patrons 78-91 (versão para a televisão de La Voix de son maître para La Sept)
- 1992ː Le Pays des sourds
- 1995ː Un animal, des animaux
- 1997ː La Moindre des choses
- 1999ː Qui sait ?
- 2002ː Être et avoir
- 2007ː Retour en Normandie
- 2010ː Nénette
- 2010ː La nuit tombe sur la ménagerie
- 2013ː La Maison de la radio
- 2018ː De chaque instant

### Outros
- 1970ː Les Camisards, de René Allio: estagiário
- 1973ː Rude Journée pour la reine, de René Allio: assistente de decoração, adereços
- 1973ː La Virée superbe, de Gérard Vergez: assistente de decoração
- 1974ː Le Milieu du monde, de Alain Tanner: assistente de direção
- 1974ː Pas si méchant que ça'', de Claude Goretta: decorador
- 1975ː Moi, Pierre Rivière, ayant égorgé ma mère, ma sœur et mon frère...ː de René Allio: assistente de direção
- 1981ː L'Heure exquise, de René Allio: produtor executivo
- 1989ː Une histoire de vent, de Joris Ivens e Marceline Loridan-Ivens: assistente de direção
- 2010ː Les Vivants et les Morts, série de televisão de Gérard Mordillat: ator (ele mesmo)

## Link externo
- Site officiel de Nicolas Philibert